# Cantón de Villers-Bocage (Calvados)
El cantón de Villers-Bocage de Calvados era una división administrativa francesa, que estaba situada en el departamento de Calvados y la región de Baja Normandía.

## Composición
El cantón estaba formado por veintidós comunas:
- Amayé-sur-Seulles
- Banneville-sur-Ajon
- Bonnemaison
- Campandré-Valcongrain
- Courvaudon
- Épinay-sur-Odon
- Landes-sur-Ajon
- Le Locheur
- Le Mesnil-au-Grain
- Longvillers
- Maisoncelles-Pelvey
- Maisoncelles-sur-Ajon
- Missy
- Monts-en-Bessin
- Noyers-Bocage
- Parfouru-sur-Odon
- Saint-Agnan-le-Malherbe
- Saint-Louet-sur-Seulles
- Tournay-sur-Odon
- Tracy-Bocage
- Villers-Bocage
- Villy-Bocage

## Supresión del cantón de Villers-Bocage de Calvados
En aplicación del Decreto n.º 2014-160 de 17 de febrero de 2014, el cantón de Villers-Bocage de Calvados fue suprimido el 22 de marzo de 2015 y sus 22 comunas pasaron a formar parte del nuevo cantón de Aunay-sur-Odon.